# Fahmida Mirza

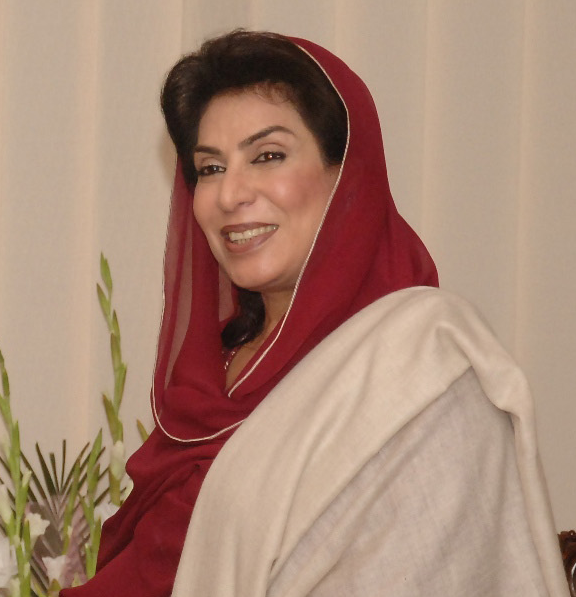
Fahmida Mirza (2012)

Fahmida Mirza (* 20. Dezember 1956 in Karatschi) ist eine pakistanische Politikerin der Grand Democratic Alliance. Zuvor war sie bis 2018 Mitglied der Pakistanischen Volkspartei. Von August 2018 bis April 2022 war sie Ministerin für interprovinzielle Koordinierung.

## Leben und Karriere
Mirza stammt aus einer einflussreichen Politikerfamilie aus Karatschi. Ihr Vater Qazi Abid war Mitglied der Nationalversammlung und Redakteur der Tageszeitung Kazi Asad Abid. 
Mirza ging in Hyderabad zur Schule und studierte nach ihren Schlussabschluss Medizin an der Liaquat University of Medical & Health Sciences in Jamshoro. Danach war sie als Managerin in der pakistanischen Landwirtschaft und Werbebranche tätig. 
Von 1997 bis 2018 war sie mit Unterbrechungen Abgeordnete der Pakistanischen Nationalversammlung. 2008 wurde sie die erste weibliche Sprecherin der Nationalversammlung in der Geschichte Pakistans. Im Mai 2018 verließ sie die Pakistanische Volkspartei, da ihrer Meinung nach die Partei die Menschen in ihren Wahlkreis Badin vernachlässigt. Sie schloss sich daraufhin der Grand Democratic Alliance an. Bei den pakistanischen Parlamentswahlen 2018 wurde sie als Kandidatin der Grand Democratic Alliance aus dem Wahlkreis Badin-II erneut in die Nationalversammlung gewählt.
Sie ist mit Zulfiqar Mirza verheiratet, der ebenfalls in der pakistanischen Politik tätig ist und von 2009 bis 2011 Innenminister der Provinz Sindh war. Sie haben vier Kinder. Ihr Sohn Hasnain Mirza (* 1983) ist ebenfalls Abgeordneter des Parlaments (Stand: 2022).